# Abakan (rzeka)
Abakan – rzeka w Rosji.
Główna droga wodna Chakasji. Lewy dopływ Jeniseju, do którego wpada w pobliżu Minusińska (Zbiornik Krasnojarski). Długość (od źródeł Abakanu Wielkiego): ok. 656 km, według innych danych 512 km. Powierzchnia dorzecza: 32 tys. km².
Powstaje z połączenia Abakanu Małego i Wielkiego, wypływających z Gór Abakańskich w Sajanie Zachodnim. Zasilanie śniegowe i deszczowe. Zamarza na ok. 5 miesięcy (od końca listopada do końca kwietnia). Średnioroczny przepływ u ujścia 400 m³/s. W górnym biegu dolina wąska; po opuszczeniu gór, od wsi Bolszoj Monok, dolina szybko się rozszerza. W Kotlinie Minusińskiej rzeka rozdziela się na szereg koryt (anastomoz). Koryto rzeki zawiera piasek złotonośny, eksploatowany od XIX wieku.
Rzeka wykorzystywana jest do spławu drewna. Tereny przyległe są bardzo urodzajne, w dolnym biegu sztucznie nawadniane wodami rzeki.

## Miasta
Miasta położone nad rzeką Abakan:
- Abasa
- Abakan – położone przy ujściu rzeki do Jeniseju.